# Ларионов, Павел Андреевич
Павел Андреевич Ларионов — советский хозяйственный, государственный и политический деятель.

## Биография
Родился в 1926 году в селе Медвежье (ныне Красногвардейское). Член КПСС.
Участник Великой Отечественной войны в составе 3-го стрелкового полка 40-й стрелковой дивизии. С 1950 года — на хозяйственной, общественной и политической работе. В 1950—1990 гг. — комсомольский работник в Ставропольском крае, редактор ставропольской комсомольской газеты «Молодой ленинец», работник аппарата Ставропольского крайкома КПСС, редактор краевой газеты «Ставропольская правда», работник аппарата ЦК КПСС, заместитель главного редактора центрального журнала «Советы депутатов трудящихся», главный редактор журнала «Советы народных депутатов».
Умер в Москве после 1990 года.